# Мороз Мирослав Олександрович
Мирослав Олександрович Мороз (17 січня 1923 — 04 лютого 2006, Львів) — кандидат філологічних наук («Питання бібліографії та атрибуції творів Івана Франка» 1963), відомий літературознавець, бібліограф, етнограф, франкознавець, фольклорист, лауреат Літературної премії ім. І. Франка АН України за «Літопис життя та творчості Лесі Українки» (березень 1993), дійсний член Наукового товариства ім. Шевченка.

## Біографія
Мирослав Мороз народився під Львовом, де у 1929—1935 роках навчався у школі ім. Ю. Словацького на Замарстинові, а у 1936—1939 роках навчався у Торговельній школі Львова. У січні 1940 вступив на перший курс Львівського державного педагогічного інституту та почав працювати учителем початкової школи в селі Великі Грибовичі біля Львова. У серпні 1944 мобілізований у Червону армію, а 10 вересня у Карпатах був поранений у голову. Після одужання воював на території Польщі, Чехо-Словаччини й Австрії.
Після демобілізації у листопаді 1945 вступив на філологічний факультет Львівського державного університету ім. І. Франка. Перед захистом дипломної роботи 25 квітня 1950 був репресований за звинуваченням у антирадянській діяльності, засуджений до смертної кари, заміненої 25 роками у таборах Сибіру на підставі ст. 54-1"а " та 54-II Карного кодексу УРСР. Перебував у таборах Караганди, Воркути. Після смерті Й. Сталіна у січні 1955 був амністований. Повну реабілітацію надав 1965 Верховний Суд УРСР «за отсутствием состава преступления». Після XX з‘їзду КПРС (1956) ректор університету дозволив Морозу захистити дипломну роботу.
З 10 квітня 1957 Мирослава Мороза тимчасово прийняли на роботу у Львівську наукову бібліотеку, а протягом 1957—1959 років він працював у бібліотеці Інституту суспільних наук. З вересня 1959 до 1973 займав різні посади у Львівській науковій бібліотеці Академії наук УРСР.
Під час репресій проти української інтелігенції був звільнений (1973) за «втрату кваліфікації» через згадування ним раніше у офіційно виданих працях («Леся Українка. 1884—1970» (1972)) репресованих пізніше авторів та підозрах у родичівстві з Морозом Валентином. Автор більше 150 публікацій змушений був працювати на низькокваліфікованих посадах — робітника складу Книготоргу, завгоспом на залізниці, бібліотекарем мехсклозаводу.
З дозволу львівського обкому партії у грудні 1975 Мирослава Мороза прийняли на роботу бібліографом до Центру науково-технічної інформації. З травня 1977 став працювати науковим співробітником Музею етнографії та художнього промислу АН УРСР, згодом у Інституті мистецтвознавства, фольклористики та етнології імені М. Т. Рильського НАН України, де він брав активну участь у підготовці до друку колективних монографій «Бойківщина» (1983), «Гуцульщина» (1987), «Полісся» (1988). Працював у Інституті українознавства імені І. Крип'якевича НАН України старшим науковим співробітником (1992), завідувачем відділу франкознавства (1994—2002). У грудні 1992 обраний дійсним членом Наукового товариства ім. Тараса Шевченка, де працював над «Енциклопедією Наукового товариства ім. Тараса Шевченка». За бібліографічний покажчик «Михайло Драгоманов» Мирослав Мороз отримав премію ім. Миколи Ценка у Гарвардському університеті. Загалом Мирослав Мороз був автором понад 30 монографій, бібліографічних покажчиків, путівників та більше 200 публікацій у пресі з питань літературознавства, бібліографії, етнографії, слов'янознавства.
Писав статті до часопису «Жовтень», збірника «Українське літературознавство», газет «Українська мова і література в школі», «Архіви України», «Соціалістична культура», «Іноземна філологія», «Трибуна лектора», «Літературна Україна», «Вільна Україна», «Вільне життя», «Львовска правда».
Похоронений на цвинтарі Скнилова біля Львова.

## Праці
Бібліографічні покажчики
- «Іван Франко: Бібліографія творів. 1874—1964» (1966)
- «Іван Котляревський. 1798—1968» (1969)
- «Данте Аліґ'єрі в Українській РСР» (1970)
- «Іван Франко мовами народів СРСР» (1972)
- «Леся Українка. 1884—1970» (1972)
- «Іван Франко. 1856—1984» (1987)
- «Літопис життя і творчості Лесі Українки», Наукова думка, Київ, (1992)
- «Бібліографія українського народознавства у 3-х томах». Т. 1. Фольклористика. Кн. 1, Т. 1. Фольклористика. Кн. 2 (1999)
- «Етнографічна діяльність Раймунда Кайндля» (Записки НТШ Том CCXXIII. Праці Секції етнографії та фольклористики.— Львів,1992)

## Рекомендована література
- Первак, Тетяна. На перехресті ліній життєвих. chl.kiev.ua. Процитовано 23.02.2024.

| українська персоналія | Це незавершена стаття про особу, що має стосунок до України. Ви можете допомогти проєкту, виправивши або дописавши її. |